# عملیات سنبل (فیلم)
عملیات سنبل (لهستانی: Hiacynt) یک فیلم درام لهستانی است که در سال ۲۰۲۱ منتشر شد. این فیلم برپایهٔ عملیات سنبل ساخته شد که یک عملیات سری پلیس لهستان کمونیستی بود که بین سال‌های ۱۹۸۵–۱۹۸۷ انجام شد و هدفش شناسایی همه همجنس‌گرایان لهستانی و ایجاد پایگاه داده سراسری از آنان و همچنین افرادی بود که با آنها در تماس بودند.

## گزیدهٔ بازیگران
- توماش ژینتک
- توماش شوخارت
- یاتسک پونیه‌جاویک
- آگنیشکا سوخورا
- میروسواف زبرویویچ
- پیوتر ترویان
- توماش وئوسوک
- آدام تسیفکا
- یاکوب ویچورک
- الژبیه‌تا کنپینسکا
- ووکاش لواندوفسکی
- پیوتر میازگا
- سباستیان استانکیه‌ویچ
- مارک کالیتا